# العلاج بالأكسجين باستخدام صمام الطلب
العلاج بالأكسجين باستخدام صمام الطلب هو وسيلة توصيل للعلاج بالأكسجين عالي التدفق عبر جهاز باستطاعته توصيل الأكسجين بالتزامن مع تنفس المريض وإيقافه مع توقف التنفس. يُستخدم «دي في أو تي» بشكل شائع في معالجة العديد من الحالات مثل الصداع العنقودي، الذي يصيب ما يصل إلى أربعة أشخاص من كل 1000 شخص (0,4%)، ويُعتبر واحدًا من إجراءات الإسعافات الأولية الموصي بها لاضطرابات الغوص العديدة. يُوصى به أيضًا كعلاج وقائي في أمراض تخفيف الضغط لدى حالات تخفيف الضغط البسيطة المهملة.

## الاستخدامات الطبية

### الصداع العنقودي
بدأ استخدام العلاج بالأكسجين عالي التدفق، الذي يبلغ معدل تدفقه 7-15 لتر في الدقيقة، كعلاج فعال ضد الصداع العنقودي في عام 1981. منذ ذلك الحين، قدمت العديد من تجارب التعمية المزدوجة، والتجارب العشوائية، والتجارب المعتمدة على العلاجات الوهمية وتجارب العبور العديد من الأدلة السريرية على فعاليته.
عند استنشاقه بنسبة 100% مع بداية نوبة الصداع العنقودي، ثبت أن العلاج بالأكسجين عالي التدفق فعال في إيقاف النوبات لدى ما يصل إلى 78% من المرضى. يوصي الاتحاد الأوروبي للجمعيات العصبية باستنشاق الأكسجين بنسبة 100% كخيار أول في معالجة نوبات الصداع العنقودي. تؤيد العديد من المنظمات هذا العلاج، بما في ذلك جمعية الصدر البريطانية والمعهد الوطني للصحة جودة الرعاية.

### اضطرابات الغوص
- مرض تخفيف الضغط، كإسعاف أولى أثناء النقل إلى قسم إعادة الضغط.
- تخفيف الضغط المهمل، مع أو دون أعراض «دي سي إس». كعلاج وقائي عند تعذر إجراء إعادة الضغط.

## المخاطر والاحتياطات
تؤدي تراكيز الأكسجين العالية في المناطق المحيطة إلى خطر الحريق. يجب أخذ العلاج بالأكسجين بالترافق مع التهوية الجيدة، وتجنب مصادر الاشتعال وإزالة المواد القابلة للاحتراق قدر الإمكان. تتطلب بعد الدول وضع صمام أمان احتراق الأكسجين لدى المرضى المستخدمين العلاج بالأكسجين.